# Нер, Эглон ван дер
Эглон Хендрик ван дер Нер (нидерл. Eglon Hendrick van der Neer; 1635 год, Амстердам — 3 мая 1703 года, Дюссельдорф) — нидерландский живописец-пейзажист периода золотого века Голландии; сын Арта ван дер Нера.
Ученик Якоба ван Лоо в Амстердаме. С 1654 года три года работал во французском Оранже у Фридриха фон Дона, губернатора Оранского княжества. Затем вернулся в Амстердам, где в феврале 1658 года женился на дочери богатого нотариуса из Роттердама Марии Вагенсвельт (Maria Wagensvelt). В 1663 году поселился в Роттердаме, где среди его учеников был Адриан ван дер Верфф. После смерти жены в 1677 году жил в Гааге и Брюсселе. Женился на художнице миниатюр Марии дю Шатель (Marie du Chastel), дочери художника Франсуа дю Шатель (François du Chastel). У них родились девять детей. В Брюсселе был назначен живописцем при дворе короля Карла II.
Через несколько лет, из-за обстрела Брюсселя французскими войсками, художник вынужден был покинуть Брюссель. После смерти второй жены, через знакомство с дочерью немецкого живописца Йоханна Шпильберга, ван дер Нер занял освободившееся со смертью Шпильберга место придворного художника у пфальцграфа Иоганн-Вильгельма в Дюссельдорфе, уже знавшего его по Брюсселю. Затем он жил и работал в Дюссельдорфе до своей смерти в мае 1703 года.